# Lienardia giliberti
Lienardia giliberti é uma espécie de gastrópode do gênero Lienardia, pertencente à família Clathurellidae.